# Daniel Pipes
Daniel Pipes, född 9 september 1949 i Boston i Massachusetts, är en kontroversiell amerikansk forskare, som studerar islam, Mellanöstern och islamisk terrorism. Han kommer från en assimilerad polsk-judisk-amerikansk familj och är son till Harvard-historikern Richard Pipes.

## Karriär
Daniel Pipes har undervisat vid Harvard och University of Chicago, har varit direktionsmedlem för U.S. Institute of Peace, och är grundare och direktor för Middle East Forum samt redaktör för dess tidskrift Middle East Quarterly. Pipes har skrivit eller medverkat i 18 böcker och är krönikör vid New York Times News Service/Syndicate. Hans verk har publicerats av många tidningar över hela USA, bland annat Washington Post, New York Times, and Wall Street Journal. Pipes inbjuds ofta att diskutera Mellanöstern i American network television, liksom vid universitet tankesmedjor, har uppträtt i BBC och Al Jazeera och har föreläst i 25 länder.
Daniel Pipes är också känd som grundare av Campus Watch, en avdelning vid Middle East Forum med webbplats som avslöjar och publicerar vad det hävdar är dålig vetenskap ifråga om Mellanöstern, även om hans akademiska ståndpunkter också har kritiserats. Pipes fungerade som rådgivare för Rudy Giulianis presidentkampanj 2008.
Den starkt konservative, islamkritiske och Israelvänlige Pipes är omstridd i USA. Han uppskattas av många men anklagas av sina kritiker för att bedriva högerextrem och islamofobisk propaganda förklädd till forskning. När president George W. Bush år 2003 nominerade Pipes till en styrelsepost i den statsfinansierade tankesmedjan USIP utlöste det protester. Bush genomdrev utnämningen trots motstånd i kongressen och Pipes satt kvar på posten till 2005.

## Böcker och rapporter
- Miniatures: Views of Islamic and Middle Eastern Politics (2003), Transaction Publishers, ISBN 0-7658-0215-5
- Militant Islam Reaches America (2002), W.W. Norton & Company; paperback (2003) ISBN 0-393-32531-8
- with Abdelnour, Z. (2000), Ending Syria's Occupation of Lebanon: The U.S. Role Middle East Forum, ISBN 0-9701484-0-2
- In the Path of God: Islam and Political Power (2002), Transaction Publishers, ISBN 0-7658-0981-8
- Muslim immigrants in the United States (Backgrounder) (2002), Center for Immigration Studies
- The Long Shadow : Culture and Politics in the Middle East (1999), Transaction Publishers, ISBN 0-88738-220-7
- The Hidden Hand : Middle East Fears of Conspiracy (1997), Palgrave Macmillan; paperback (1998) ISBN 0-312-17688-0
- Conspiracy : How the Paranoid Style Flourishes and Where It Comes From (1997), Touchstone; paperback (1999) ISBN 0-684-87111-4
- Syria Beyond the Peace Process (Policy Papers, No. 41) (1995), Washington Institute for Near East Policy, ISBN 0-944029-64-7
- Sandstorm (1993), Rowman & Littlefield, paperback (1993) ISBN 0-8191-8894-8
- Damascus Courts the West: Syrian Politics, 1989-1991 (Policy Papers, No. 26) (1991), Washington Institute for Near East Policy, ISBN 0-944029-13-2
- (Tillsammans med Garfinkle, A.) (1991), Friendly Tyrants: An American Dilemma Palgrave Macmillan, ISBN 0-312-04535-2
- From a distance: Influencing foreign policy from Philadelphia (The Heritage lectures) (1991), Heritage Foundation, ASIN B0006DGHE4
- The Rushdie Affair: The Novel, the Ayatollah, and the West (1990), Transaction Publishers, paperback (2003) ISBN 0-7658-0996-6

## Utmärkelser
- Danska Trykkefrihedsselkabets Tryckfrihetspris för 2007.[5]
- Hedersdoktorat från Yeshiva University.[6].
- Guardian of Zion Award 2006.[7]